# Hyperaspis nigrosuturalis
Hyperaspis nigrosuturalis är en skalbaggsart som beskrevs av Willis Blatchley 1918. Hyperaspis nigrosuturalis ingår i släktet Hyperaspis och familjen nyckelpigor. Inga underarter finns listade i Catalogue of Life.